# Zeitz
Zeitz è una città di 27 976 abitanti abitanti della Sassonia-Anhalt, in Germania.
Appartiene al circondario del Burgenland e ospita la sede della Verwaltungsgemeinschaft Zeitzer Land.
Già sede di diocesi dal  968 al 1029, ha una chiesa parrocchiale cattolica dedicata ai santi Pietro e Paolo, che fu cattedrale diocesana.

## Amministrazione

### Gemellaggi
Zeitz è gemellata con:
- Darchan, dal 1989
- Detmold, dal 1990
- Kaliningrad, dal 1995
- Tosu, dal 1998